# Stronghold Crusader 2
Stronghold Crusader 2 est un jeu vidéo de stratégie en temps réel développé et édité par Firefly Studios sorti le 23 septembre 2014 sur PC.
Le jeu fait suite à Stronghold: Crusader, sorti en 2002, et qui est, selon le concepteur principal chez Firefly Studios, Simon Bradbury, « notre jeu préféré, c'est le jeu préféré de nos fans et c'est le jeu que nous attendons de mettre en production pendant de longues années ». Firefly Studios est l'auto-éditeur du titre.

## Système de jeu
La première démo du gameplay a été présentée aux journalistes lors de l'E3 2013, et le premier trailer du système de jeu, montrant des phases pré-alpha du jeu, a été exposé à la gamescom 2013. La démo et le trailer ont présenté plusieurs nouveaux aspects que le jeu va introduire à la série.

### Caractéristiques
Le jeu est le premier de la série Crusader à proposer un moteur graphique 3D, il conservera cependant tous les éléments du jeu 2D d'origine tout en ajoutant de nouvelles fonctionnalités telles que de nouvelles unités comme « le cruel conducteur d'esclave », de nouveaux adversaires IA bonifiés, des événements dynamiques sur la carte comme une nuée de sauterelles, ainsi que de nouveaux visuels, une nouvelle interface de bataille, et des améliorations du moteur comprenant des effets, des animations et une physique en temps réel.
Une toute nouvelle fonction pour la série est le mode coopératif multijoueur, dans lequel 2 joueurs prennent le contrôle d'un seul château en unissant leurs actions et ressources tout en luttant contre des ennemis communs.
Stronghold Crusader 2 comprendra au lancement à la fois une campagne historique solo sur les Croisés et sur les Arabes. Le jeu sera principalement basé sur le jeu d'escarmouche, similaire au titre original Stronghold Crusader. Ceci inclura, comme dans le jeu original, des « itinéraires d'escarmouche » ; dans lesquels les joueurs doivent se battre dans un ordre particulier, dans des cartes liées d'escarmouche avec différents « set-up ». Le jeu devrait être plus basé sur la guerre avec un peu de gestion de la popularité des paysans.

### Personnages et unités
Est également annoncé, quelques-unes des nouvelles unités du jeu, dont le nombre est porté à 10, comprenant le Templier, le Sergent des Croisés, le Guérisseur, le Derviche et plus. Le jeu mettra également en vedette 8 caractères à la sortie du jeu, comprenant le Calife (qui est apparu dans le Stronghold Crusader original et il conçoit ses châteaux et organise ses tactiques de combat de manière semblable dans Crusader 2), le Shah, le roi des esclaves, Saladin et Richard Cœur de Lion ; avec 8 autres personnages destinés à apparaître après la sortie du jeu.

### Extras
Comme avec les titres précédents de la série, il y aura un éditeur de carte complet pour les joueurs afin  de créer et de partager des cartes personnalisées pour le jeu. Robert Euvino, qui a travaillé sur les titres précédents de la série, a composé une toute nouvelle bande sonore pour le jeu,.